# Piskernik
Piskernik je priimek več znanih Slovencev:
- Angela Piskernik (1886—1967), botaničarka, muzealka, pedagoginja, naravovarstvenica
- Jakob Piskernik (*1937), gospodarstvenik
- Milan Piskernik (1925—2006), botanik